# Billy Kee
Billy Rodney Kee (Leicester, Inglaterra, 1 de diciembre de 1990) es un futbolista inglés nacionalizado norirlandés. Juega de delantero y su equipo actual es el Coalville Town de la Southern League.
Se retiró del fútbol profesional el 29 de enero de 2020 y fue por motivos personales, dado que padecía depresión, ansiedad y bulimia y estaba buscando tratamiento para ello. Tras su retirada, el Accrington retiró el dorsal número 29, ya que Billy se retiró del fútbol con 29 años de edad.
El 9 de febrero de 2020 fichó por el amateur Coalville Town.

## Selección nacional
Ha sido internacional con la Selección de fútbol de Irlanda del Norte Sub-21.

## Clubes
| Club               | País       | Año           |
| ------------------ | ---------- | ------------- |
| Accrington Stanley | Inglaterra | 2009-2010     |
| Torquay United     | Inglaterra | 2010-2011     |
| Burton Albion      | Inglaterra | 2011-2015     |
| Accrington Stanley | Inglaterra | 2015-2020     |
| Coalville Town     | Inglaterra | 2020-presente |